# Chrysotus nigriciliatus
Chrysotus nigriciliatus är en tvåvingeart som beskrevs av Van Duzee 1933. Chrysotus nigriciliatus ingår i släktet Chrysotus och familjen styltflugor. Inga underarter finns listade i Catalogue of Life.